# Aidan Moffat
Aidan John Moffat (nacido el 10 de abril de 1973) es un vocalista y músico escocés, miembro de la banda Arab Strap.

## Primeros años
Moffat nació y creció en Falkirk, Escocia. El primer disco que compró fue Elvis Sings for Kids, de Elvis Presley. Mientras estudiaba en el instituto de Falkirk, escuchaba a grupos como Pixies, Dinosaur Jr. y Slint. Su primer concierto fue a los 16 años, y vio a David Byrne en el Glasgow Barrowlands en 1989. En 1990, con 17 años, fue expulsado de la escuela, sin titulación superior (equivalente en el sistema educativo español a no terminar el bachillerato o un ciclo de grado medio tras acabar la ESO). A continuación, trabajó durante cuatro años en una tienda de discos independiente llamada Sleeves Records, renunciando una mañana de 1996, debido a que tenía resaca y quería irse a casa.

## Trayectoria

### Arab Strap
En 1995 Moffat y Malcolm Middleton empezaron a hacer música bajo el nombre de Arab Strap y enviaron casetes con sus demos a varias compañías discográficas. Sólo una, Chemikal Underground, respondió, y pronto firmaron con ellos. Entre 1996 y 2005 sacaron seis álbumes de estudio. 
El 9 de septiembre de 2006 el grupo anunció su separación a través de su página Web. Tras varios discos en solitario Moffat y Middleton se reunieron brevemente en noviembre de 2011 para un concierto como parte de las celebraciones del 20º aniversario del local de Glasgow Nice N Sleazy. Volvieron a reunirse en 2016, para tres conciertos en el Electric Brixton de Londres, el O2 Ritz de Mánchester y el Barrowlands Ballroom de Glasgow. Tras agotarse la venta de entradas en menos de media hora se añadió una segunda actuación en Glasgow y otra en Newcastle. El 24 de noviembre de 2020 la banda anunció su nuevo álbum, As Days Get Dark, que salió a la venta el 5 de marzo de 2021.

### Trayectoria al margen de Arab Strap
Entre 1991 y 1996 Moffat grabó con una banda llamada The Angry Buddhists, formada por él mismo, Gavin Moffat, Stuart the Postman, "Cheg" Taylor y The Stobe. Grabaron "más de 40 canciones con dictáfonos y 4 pistas", pero nunca tocaron en directo. Moffat fue también el batería de Bay, una banda que publicó dos álbumes: Happy Being Different (1994) y Alison Rae (1995).
En 2002, tras ser retado por Malcolm Middleton a grabar un disco en solitario, Moffat publicó Hypnogogia bajo el nombre de Lucky Pierre. En 2005, tras cambiar el nombre a L. Pierre, Moffat publicó Touchpool. En 2007 lanzó Dip. A principios de 2013 Moffat lanzó un nuevo álbum de L. Pierre, The Island Come True. En julio publicó The Eternalist, grabado en Vine y disponible en Internet de forma gratuita.
Moffat aparece como cantante invitado en la canción de Mogwai "R U Still in 2 It" del disco Mogwai Young Team, grabada en el mismo estudio de Hamilton donde, al mismo tiempo, Arab Strap estaban grabando The Week Never Starts Round Here. Moffat también interviene en la canción de Mogwai "Now You're Taken" de 4 Satin. Mogwai le ha dedicado una de las canciones de su segundo álbum, Come on Die Young, titulada "Waltz for Aidan". En 2002, Moffat, Stuart Braithwaite de Mogwai y Colin "Sheepy" McPherson publicaron un EP de título homónimo bajo el nombre de "The Sick Anchors".
Aidan Moffat & the Best-Ofs es una banda de cuatro miembros liderada por Moffat. Actuaron por primera vez como teloneros del grupo estadounidense Slint en el festival ABC de Glasgow (Escocia), donde estrenaron las canciones "Big Blonde", "The Last Kiss", "Ballad of the Unsent Letter", "Living With You Now" y "Atheist's Lament". Su primer álbum, titulado How to Get to Heaven From Scotland, se publicó el 3 de marzo de 2009.
En 2011 Moffat y el pianista, bajista y antiguo colaborador de Arab Strap, Bill Wells, publicaron Everything's Getting Older, que en junio de 2012 ganó el primer premio Scottish Album of the Year (SAY) de la Scottish Music Industry Association. En mayo de 2018 Moffat publicó un álbum conjunto con su viejo amigo y colaborador RM Hubbert, titulado Here Lies the Body.

### Escritura
Moffat utilizó su propio nombre para su álbum de poesía de 2007, I Can Hear Your Heart. Durante 2009 Moffat escribió una columna de consejos para la revista en línea The Quietus.

### Where You're Meant To Be
En 2016 Moffat apareció en el documental Where You're Meant to Be, en el que recorrió Escocia interpretando sus versiones del cancionero folclórico tradicional escocés. En la película también aparece la cantante tradicional Sheila Stewart, que critica el proyecto por considerarlo una falta de respeto a la tradición pero finalmente actúa junto a Moffat durante un concierto en el Barrowlands de Glasgow.

## Vida personal
Moffat vive en Glasgow con su pareja y sus dos hijos, un niño y una niña.
Es conocido por su característico vello facial, sobre el que ha comentado:

Tras algunos accidentes con la cuchilla decidí de joven que nunca más me afeitaría. Desde entonces, siempre he preferido un poco de pelo. No sé si perdería algo de poder y dudo que alguna vez lo descubra.

## Álbumes
- Hypnogogia (como Lucky Pierre) Melodic 2002
- Touchpool (como L. Pierre) Melodic 2005
- Dip (como L. Pierre) Melodic 2007
- I Can Hear Your Heart Chemikal 2007
- Everything's Getting Older (con Bill Wells) 2011
- The Island Come True (como L. Pierre) 2013
- The Eternalist (como L. Pierre) 2013
- Vagrants_09_14 2015
- The Most Important Place in the World (con Bill Wells) 2015
- Where You're Meant To Be (Live Album) 2016
- Here Lies the Body (con RM Hubbert) 2018
- Aux pieds de la nuit (como Nyx Nótt) 2020